# Danseuses de Şamaxı

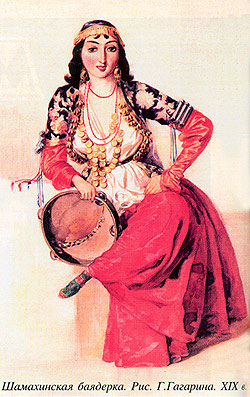
Boyaderka, Grigori Gagarine

Les danseuses de Şamaxı (azéri : Şamaxı rəqqasələri) sont, jusqu'à la fin du XIXe siècle, des danseuses de Şamaxı (ou Chemakha, en Azerbaïdjan).

## Dans les arts
Le peintre russe Grigori Gagarine (qui vécut dans le Caucase entre 1840 et 1855) les représenta dans une série de peintures, les nommant les Bayaderkis (russe : баядерки ; singulier : bayaderka – баядерка; du français bayadère), terme qui désignait initialement les devadâsî.
Arthur de Gobineau écrivit une nouvelle intitulée La Danseuse de Shamakha : « Il est bien connu, reprit alors le Doukhoboretz en se versant un énorme verre de vin de Kakhétie, que la ville de Shamakha est célèbre pour le choix délicat de ses plaisirs. Ce fut autrefois la résidence d’un prince tatare indépendant. On y entretenait une école de danseuses admirées de tous les pays et célèbres jusque dans les provinces persanes. Naturellement les peuples se rendaient en foule dans ce délicieux séjour, pour y jouir de la vue et de l’entretien de tant de belles personnes. »
Armen Ohanian écrivit un livre qui porte aussi le titre La Danseuse de Shamakha.

## Galerie

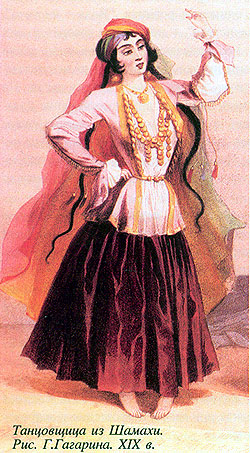
Boyaderka, Grigori Gagarine
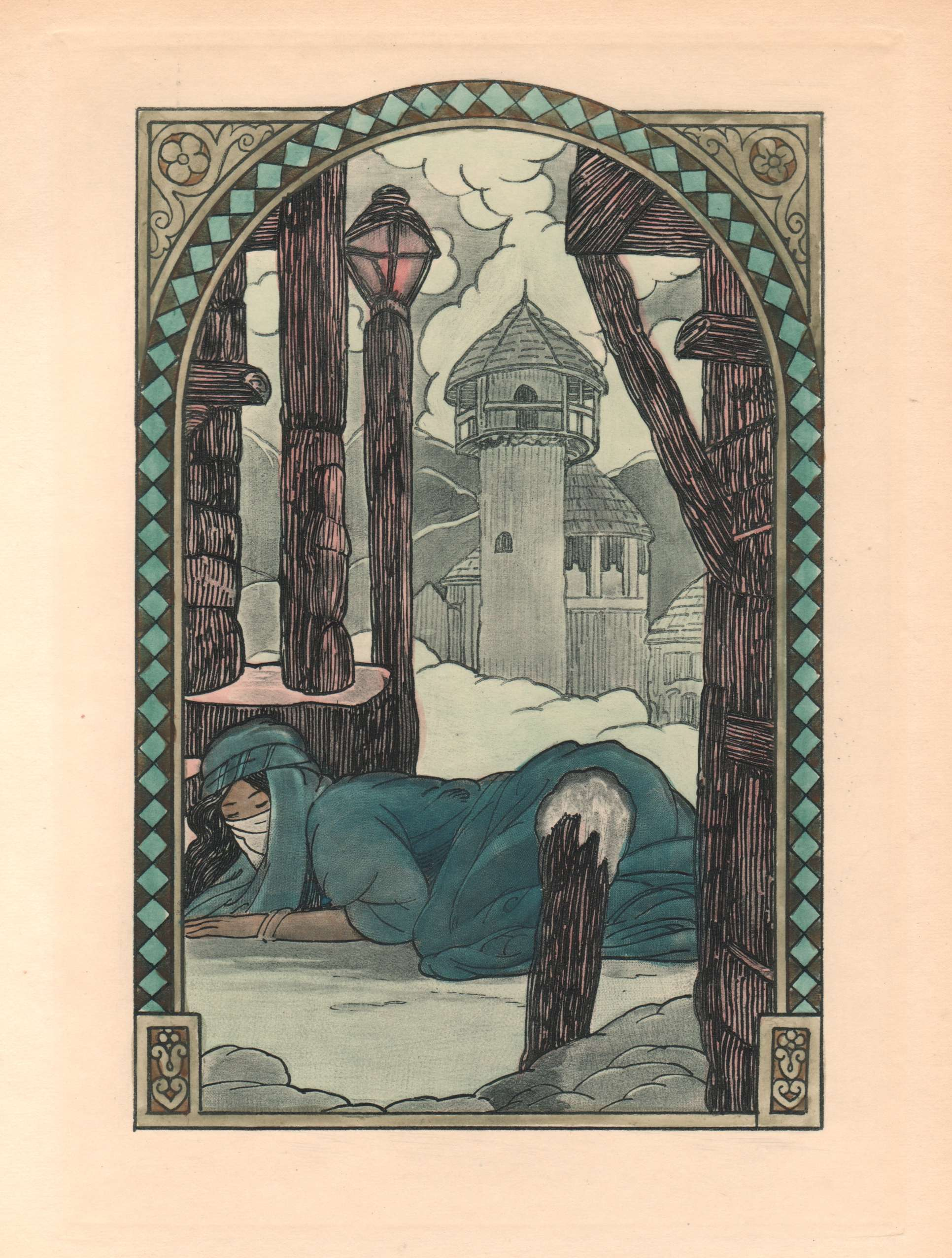
Illustration de Maurice de Becque pour La Danseuse de Shamakha de Joseph-Arthur de Gobineau
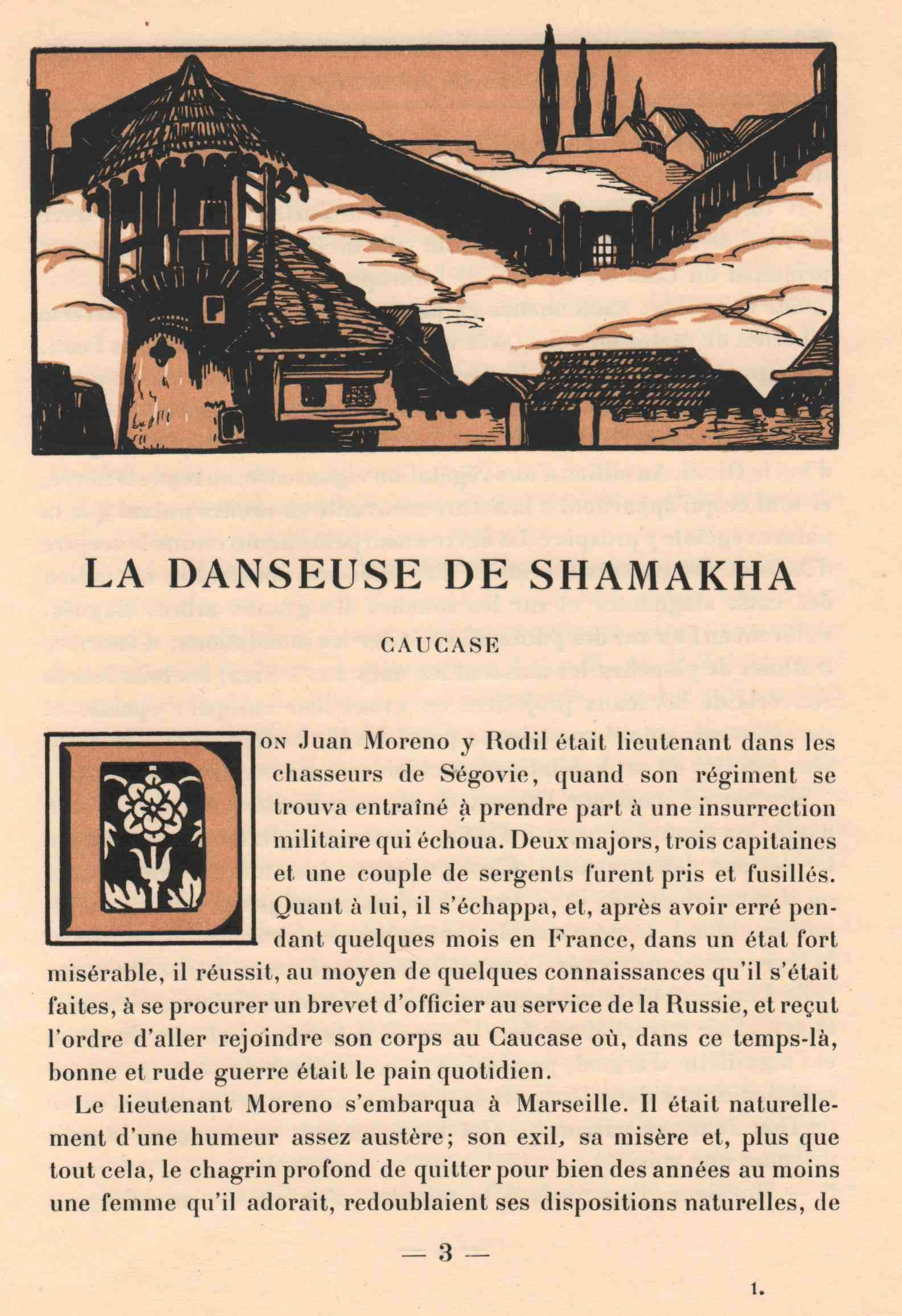
Illustration de Maurice de Becque pour La Danseuse de Shamakha de Joseph-Arthur de Gobineau